# オーディション (映画)
『オーディション』（英題：Audition）は、1999年公開の日本のホラー映画。日本での公開は2000年。

## 概要
映画のオーディションにやってきた女性の中から再婚相手を探そうとする中年男性が体験する恐怖を描いたサイコホラー映画。月刊誌『PENTHOUSE JAPAN』に連載された村上龍の同名小説を石橋凌主演で三池崇史が映画化した。R-15指定。

## あらすじ
ビデオ制作会社を経営する青山は7年前に妻を亡くし、1人息子の重彦を育てる男やもめだが、高校生になった息子から再婚を勧められ、その気になった。友人で映画制作会社の社長である吉川は、見合いは嫌だと言う青山にオーディションを提案した。予算の目処さえ立てば成立する映画の企画だから詐欺ではないと聞いて、プロデューサーとしてオーディションに立ち会う青山。
書類選考の段階から青山は、山崎麻美という24才の女性に興味を持ち惹かれていった。しかし吉川は麻美の身元引受人である芝田という人物が行方不明になっている等、強い違和感を覚えていた。
映画は頓挫しそうだと説明しつつ、麻美を呼び出してデートする青山。麻美も素直に喜んで付き合った。だが、青山からの電話を待っている麻美は、障子が破れた不気味で古い畳の間にうずくまり、傍らに生きた人間を封じ込めた袋を放置していた。二度目のデートで平凡な家庭に育ったと話す麻美。だが、関係を持った翌朝には麻美は姿を消し、電話も繋がらず居所も不明となった。
かつて麻美が通ったバレエスクールを訪ね、両足のない初老の男と出会う青山。男は幼い麻美に欲情して太ももに火箸を押し当てた過去を回想しながら青山を追い帰した。麻美がバイトしているはずの銀座のバーはママが惨殺され、一年ほど前に潰れていた。
帰宅し、薬が混入された酒を飲み昏倒する青山。なぜか再び麻美との二度目のデートを繰り返すが、悲惨な子供時代を送ったと、一度目とは違う過去を語る麻美。麻美がいた障子の破れた古い和室で、袋に押し込められている身元引受人の芝田を見つけたり、幻覚に翻弄される青山。
気がつくと、昏倒した姿のまま自宅で倒れている青山。そこに現れた麻美は慣れた手付きで青山を麻痺させ左足を切断した。バレースクールの男と同様に右足も切られかけた時、息子の重彦が帰宅した。重彦を先に始末しようと後を追ったが階段から蹴落とされ、首を折って身動き出来なくなる麻美。倒れたまま青山を見つめた麻美は、「分かってくれる人に出会ったのは初めて…」と、二度目のデートで口にした言葉をセリフのように繰り返した。

## キャッチコピー
- キリキリキリ……恐いでしょう?
- キリキリキリ……痛いでしょう?

## スタッフ
- 監督：三池崇史
- 製作総指揮：横浜豊行
- 製作：福島聡司、陶山明美
- 原作：村上龍
- 脚色：天願大介
- 企画：遠藤淳一
- 撮影：山本英夫
- 音楽：遠藤浩二
- 主題曲：ELIE PARK「Scarlet」
- 美術：尾関龍生
- 編集：島村泰司
- 衣装：熊谷友江
- 録音：中村淳
- 照明：小野晃

## キャスト
- 青山重治：石橋凌
- 山崎麻美：椎名英姫
- 青山重彦：沢木哲
- 吉川泰久：國村隼
- 島田老人：石橋蓮司
- 青山良子：松田美由紀
- 家政婦・リエ：根岸季衣
- 芝田：大杉漣
- 酒場のマスター：斉木しげる
- ディレクター：光石研
- 柳田美千代：広岡由里子
- テレビ局のプロデューサー：小日向文世
- 高木美鈴：中村美里
- 少年時代の重彦：有馬優人
- 少女時代の麻美：泉綾香
- ホテルのフロント：棚橋ナッツ
- FMのナレーター：橘貴美子
- 医師：遠藤たつお
- 看護婦：神道寺こしお
- バーテン：津田寛治
- ギャング（犬）：パティー

## 評価
2000年の第29回ロッテルダム国際映画祭の上映では記録的な人数の途中退出者を出した。監督の三池崇史は映画の上映が終わった後、「悪魔!」と言い放った女性の反応が嬉しかったと語った。
2001年、アイルランドのダブリンで、アイルランド映画協会員限定で無修正版が上映された際には、会員の何人かがショックで倒れ、そのうち一人が急遽セント・ジェームズ病院に運ばれる事態が起きた。病院に運ばれた会員は後に退院している。
ある日、三池の元にマリリン・マンソンから電話があり、通訳ごしに「オーディションをリメイクする機会があったら俺を使ってくれ」と連絡してきた。
ホラー映画監督のジョン・ランディスやロブ・ゾンビは、『オーディション』の残酷なシーンに目を背けたくなった、とコメントしている。
米国『TIME』誌が2007年に「ホラー映画トップ25」を発表し、日本映画では唯一『オーディション』が選ばれている。米国のケーブルテレビ局BravoはTV番組『The 100 Scariest Movie Moments』で『オーディション』を11位に選び、またイギリスの映画雑誌『Total Film』は「ホラー映画オールタイムベスト50」で『オーディション』を29位に選んでいる。

## 文化的影響
- 第79回アカデミー賞作品賞受賞作品『ディパーテッド』でマット・デイモンが恋人と会話をしているシーンで、アパートの中にあるテレビに『オーディション』の映像が流れる[8]。
- 米国ロサンゼルスで月例開催されている短編映像祭「Channel 101」の2006年度のシリーズ『Phone Sexxers』の一話目で『オーディション』が元材として使用されている[9]。
- 日本未公開の米国ホラードキュメンタリー映画『S&Man』で登場人物の一人エリックの部屋に『オーディション』のポスターが貼られている[8]。

## 受賞歴
- 2000年 第29回ロッテルダム国際映画祭
  - 国際批評家連盟賞
  - オランダジャーナリズム連盟賞